# El entierro de Atala
El entierro de Atala o a veces El funeral de Atala (en francés: Atala au tombeau) es un óleo sobre lienzo de 1808 del pintor francés Anne-Louis Girodet de Roussy-Trioson.  Representa una escena de la novela Atala o los amores de dos salvajes en el desierto de François-René de Chateaubriand, escrita en 1801.  Inspirándose en esta trágica historia de amor, Girodet captura su tono dramático combinando elementos neoclásicos y románticos al tiempo que enfatiza la sensualidad de la muerte de la doncella.
La pintura, expuesta públicamente por primera vez en el Salón de 1808, fue bien recibida.  Luego fue adquirida por Luis XVIII en 1818.  Se exhibe en el Museo del Louvre en París. 

## Contexto
Reaccionando contra el secularismo de la Revolución Francesa, tanto Chateaubriand como Girodet contribuyeron al resurgimiento del cristianismo, incorporando motivos religiosos e iconografía en sus obras.  
Atala de Chateaubriand fue parte de un proyecto más amplio, El genio del cristianismo, escrito como una defensa del cristianismo destinada a inspirar a los artistas y enfatizar los ideales morales.   Atala se ambienta en el sur estadounidense y cuenta la historia de una muchacha mestiza cristiana, Atala, que se enamoró de un indio natchez, Chatcas.  Sin embargo, esto amenaza su obligación de cumplir un voto de castidad.  Atala finalmente decide envenenarse a sí misma como solución a la lucha entre el amor y los deberes de su fe.  La historia tuvo un impacto inmediato en los artistas. El Salón de 1802 presentó dos cuadros directamente inspirados en Atala.  Su tremenda influencia persistió hasta mediados de siglo, creándose dieciocho pinturas más basadas en la novela entre 1802 y 1848.  Girodet fue el artista más importante que plasmó la obra de Chateaubriand en ese momento. 
El estilo de Girodet estuvo influenciado por su maestro, el pintor neoclásico Jacques-Louis David, pero también incluye elementos de temprano romanticismo.  Girodet se desvió de las escenas clásicas y heroicas que prevalecían en las obras de David y puso más énfasis en las emociones, la individualidad y la imaginación en su arte.   Al recurrir a la literatura contemporánea en busca de inspiración, Girodet rápidamente se sintió atraído por los fuertes sentimientos presentes en Atala de Chateaubriand. 

## Descripción
La pintura presenta tres figuras ubicadas frente a un arco natural, congeladas en un acto fúnebre y vinculadas entre sí por un movimiento virtual, que comienza con la inclinación del joven sobre las rodillas del cuerpo estirado de la joven, donde se hunde para elevarse finalmente con el anciano de pie, que sostiene delicadamente los hombros de la inocente muchacha. En el centro, Atala aparece envuelta del pecho a los pies con un sudario blanco, con la cabeza mirando al espectador; su rostro expresa paz y serenidad.  Sostiene un crucifijo en sus manos, juntadas en gesto de oración.  La luz del amanecer filtrándose desde la entrada de la cueva solo la ilumina a ella, sugiriendo su pureza. A su derecha se encuentra un anciano barbudo con hábito, que representa el personaje del padre Aubry.  El padre Aubry, un anciano sacerdote, dispensó la extremaunción cuando Atala falleció en los brazos de Chactas.  Se encuentra de pie dentro de la fosa y levanta la mitad superior del cuerpo de Atala como si se preparara para bajarla a la tumba.  El joven con paño corto rojo, largo cabello en trenzas y aretes a la izquierda de Atala es Chactas, quien sentado al borde de la fosa se aferra con fuerza a las piernas de Atala, acunándolas contra el pecho, apoyando la cabeza en sus rodillas. 
Al fondo más allá de la entrada de la cueva, hay un bosque y una cruz alta, contra la luz del amanecer. La pala en primer plano alude a la excavación de la tumba.  Además, en la pared de la cueva están inscritas en francés unas palabras del Libro de Job, “Me he marchitado como una flor. Me he secado como la hierba del campo”.  

En esta pintura, la composición confina al espectador dentro de las paredes de la cueva.  La influencia de David en Girodet se muestra al incorporar la tendencia neoclásica de centrarse en la instantaneidad del momento, aparentemente congelado en el tiempo.  Sin embargo, Girodet también se distancia de la tradición neoclásica, añadiendo elementos del romanticismo.  Las figuras expresan claramente la sensación de dolor, destacando el énfasis de Girodet en la individualidad.  La luz sobre Atala acentúa aún más la sensualidad del momento, añadiendo un tono poético y erótico.   Girodet acentúa elementos románticos similares de originalidad, individualidad e imaginación en muchas de sus obras, incluidas El sueño de Endimión y Ossian recibiendo los espíritus de los héroes franceses .

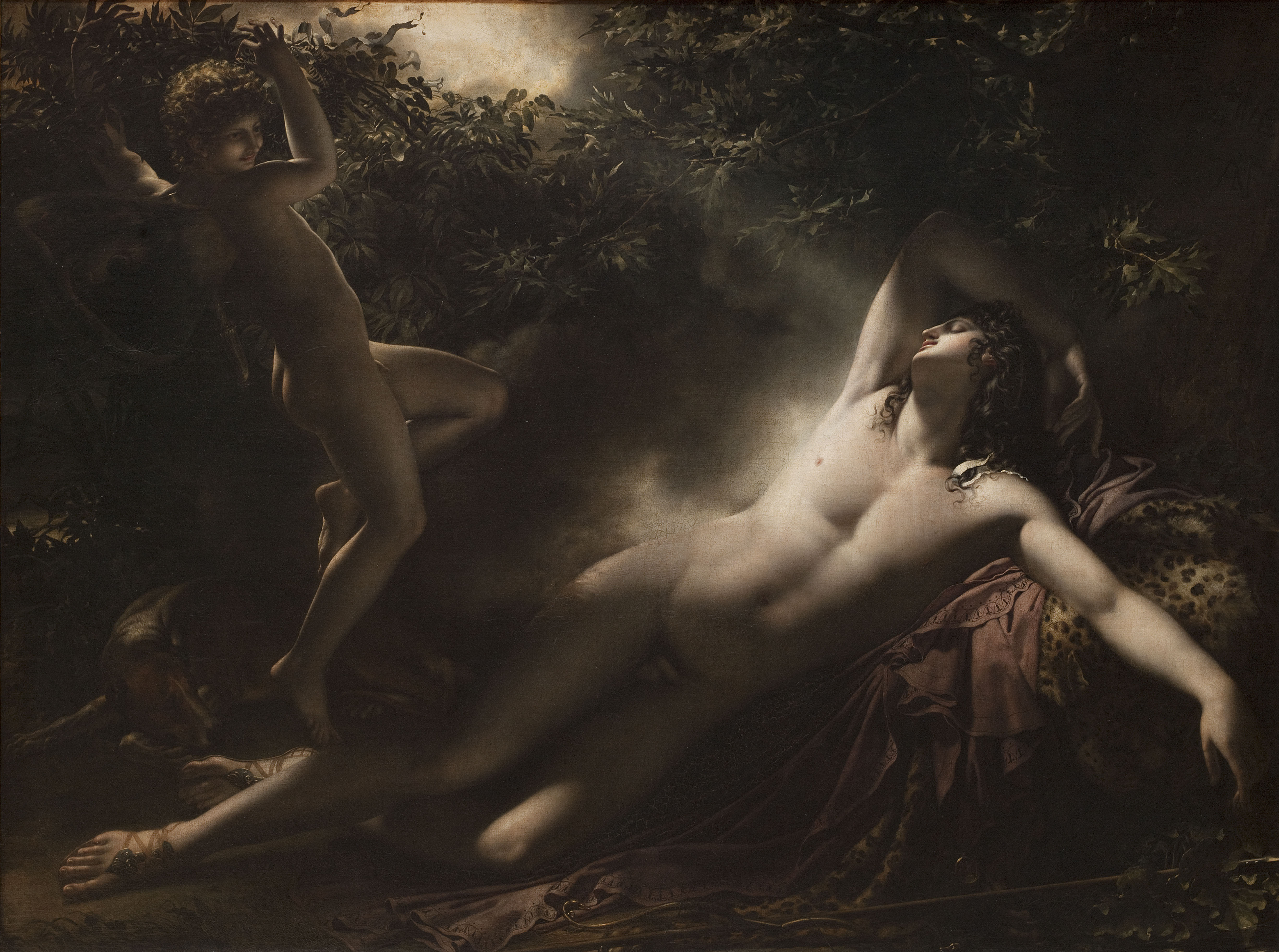
Girodet, El sueño de Endimión, 1791.
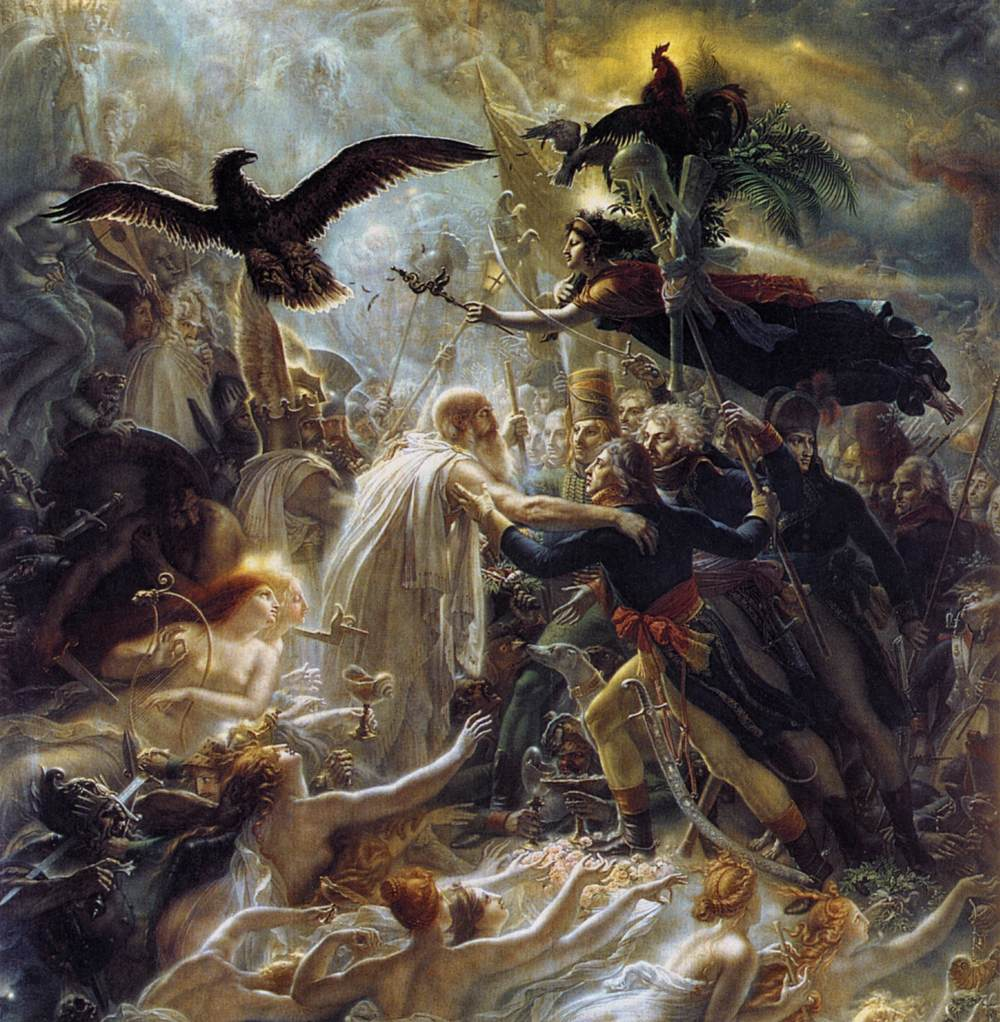
Girodet, Ossian recibiendo los espíritus de los héroes franceses., 1802.

Al igual que en El sueño de Endimión Girodet vinculó a Hipnos y Eros, aquí Hipnos se asocia con Tánatos, lo que produce la sensación de estar ante una virgen dormida, no una muerta suicida. Al respecto, David criticó a Girodet considerando la escena no realista: "La cabeza y los colores de Atala pertenecen realmente a una mujer muerta. ¿Por qué las manos no están muertas? Te equivocaste. La naturaleza no funciona así".
Aunque la composición sigue siendo muy neoclásica, incluye ya elementos románticos tanto en la elección del tema, como en la técnica, con contrastes vigorosos. Sin duda, el artista restaura con este entierro uno de los grandes temas de la iconografía cristiana.
Baudelaire escribió en 1855: "La Atala de Girodet es, pese a lo que piensen ciertos bromistas que pronto serán viejos, un drama muy superior a una multitud de indescriptibles disparates modernos".